# Quabbs
Quabbs – osada w Anglii, w hrabstwie Shropshire. Leży 43 km na południowy zachód od miasta Shrewsbury i 232 km na północny zachód od Londynu.